# Цутому Сонобе
Цутому Сонобе (јап. 園部 勉; 29. март 1958) јапански је фудбалер.

## Каријера
Током каријере је играо за Фуџита.

## Репрезентација
За репрезентацију Јапана дебитовао је 1978. године. За тај тим је одиграо 7 утакмица.

## Статистика
| Јапан  | Јапан   | Јапан  |
| Година | Наступи | Голови |
| ------ | ------- | ------ |
| 1978.  | 4       | 0      |
| 1979.  | 0       | 0      |
| 1980.  | 0       | 0      |
| 1981.  | 3       | 0      |
| Укупно | 7       | 0      |